# Đặc cảnh tân nhân loại
Đặc cảnh tân nhân loại (tiếng Trung: 特警新人類, tiếng Anh: Gen-X Cops) là một bộ phim thuộc thể loại hành động - võ thuật xen lẫn với hài hình sự của Hồng Kông ra mắt lần đầu vào năm 1999, do Trần Mộc Thắng viết kịch bản, làm đạo diễn và hợp tác sản xuất với Hãng phim Hoàn Á và Thành Long, với sự tham gia của các diễn viên gồm Tạ Đình Phong, Phùng Đức Luân, Lý Xán Sâm, Diệp Bội Văn, Ngô Ngạn Tổ và Toru Nakamura.
Phim chính thức khởi chiếu ở Hồng Kông từ ngày 18 tháng 6 năm 1999. 

## Tóm tắt nội dung
Thái Tử, Hỏa Sài và Dị Hình là ba học sinh cá biệt của một ngôi trường cảnh sát. Mỗi người có những tính cách riêng nhưng bù lại họ sở hữu một khối óc thông minh và có tài trong việc phá án. Chính vì thế mà cả ba được cử đi thi hành nhiệm vụ trong công cuộc điều tra tên trùm xã hội đen Lâm Quảng Kiệt. Với sự trợ giúp của nữ cộng tác viên Thiên Niên Trùng, cả ba lần theo dấu vết tìm những chứng cớ phạm tội của y và đồng thời tìm mọi cách để tóm gọn được kẻ chủ mưu Akatora - một tay xã hội đen nguy hiểm ở Nhật Bản.

## Diễn viên

### Nhóm đặc cảnh
- Tạ Đình Phong trong vai Thái Tử
- Phùng Đức Luân trong vai Hỏa Sài
- Lý Xán Sâm trong vai Dị Hình
- Diệp Bội Văn trong vai Thiên Niên Trùng

### Nhóm giang hồ
- Toru Nakamura trong vai Akatora
- Ngô Ngạn Tổ trong vai Lâm Quảng Kiệt
- Lâm Gia Đống trong vai Lâm Uy Long
- Ngô Trấn Vũ trong vai Lạc Vĩ Lâm
- Doãn Tử Duy trong vai Kim Nha
- Vương Thục Mỹ trong vai Haze

### Lực lượng cảnh sát
- Tăng Chí Vỹ trong vai Thanh tra Trần/Trần Thông Minh
- Trần Hào trong vai Thanh tra Đỗ
- Lê Diệu Tường trong vai Thanh tra Đường

## Phần tiếp theo
Phần tiếp theo của phim có tựa đề là Đặc cảnh tân nhân loại 2 chính thức ra mắt vào ngày 14 tháng 12 năm 2000.